# Noordwijk (Groningue)
Pour les articles homonymes, voir Noordwijk.
Noordwijk (prononcé : [ˈnoːrtʋɛik]  ; en groningois : Noordwiek) est un village néerlandais de la commune de Westerkwartier, située dans la province de Groningue.

## Géographie
Le village est situé à 12 km au nord-ouest de Groningue, près de la limite avec la Frise.

## Histoire
Noordwijk fait partie de la commune de Marum avant le 1er janvier 2019, date à laquelle celle-ci est rattachée à la nouvelle commune de Westerkwartier.

## Démographie
En 2018, le village comptait 460 habitants.